# ميرساد ديديتش
ميرساد ديديتش (بالبوسنوية: Mirsad Dedić)‏ هو لاعب كرة قدم بوسني في مركز حراسة المرمى، ولد في 21 فبراير 1968 في سريبرنيك في البوسنة والهرسك. شارك مع منتخب البوسنة والهرسك لكرة القدم. أما مع النوادي، فقد لعب مع نادي ساراييفو ونادي سلوبودا توزلا.

## وصلات خارجية
- ميرساد ديديتش على موقع الاتحاد الدولي (مؤرشف)  (الإنجليزية)
- ميرساد ديديتش على موقع قاعدة بيانات كرة القدم.إي يو (الإنجليزية)
- ميرساد ديديتش على موقع ناشيونال فوتبول تيمز (الإنجليزية)